# Terpsihora
Terpsihora (starogrško starogrško Τερψιχόρη: Terpsihóre) je bila muza plesa v grški mitologiji. Običajno je upodobljena z liro. Po nekaterih virih je mati siren.
Njeno ime prihaja iz starogrških besed starogrško τερπέω: terpés - veselje in starogrško χoρός: horós - ples.
Po nje se imenuje tudi asteroid 81 Terpsihora (Terpsichore).